# اندیس آقای چای ۲
آقای چای ۲ یک اندیس فلزی است که در حوالی شهر رزن استان همدان قرار دارد و مادهٔ معدنی موجود در آن، مس است.سنگ میزبان این اندیس آندزیت های برشی شده و ماسه سنگ توفی است و دیرینگی آن به دوران الیگومیوو میوسن می‌رسد. در این اندیس، پاراژنز‌های پیریت و هماتیت یافت می‌شوند.